# Susques (Jujuy)
Susques is een plaats in het Argentijnse bestuurlijke gebied Susques in de provincie Jujuy. De plaats telt 2.029 inwoners.